# Laurie Collyer
Laurie Collyer, född 1967 i Mountainside i New Jersey, är en amerikansk regissör och manusförfattare.
Collyer är främst uppmärksammad för sin långfilmsdebut Sherrybaby (2006) där Maggie Gyllenhaal spelar huvudrollen Sherry som just kommit ut ur fängelset. Filmen vann flera priser, bland annat Bronshästen för bästa film vid Stockholms filmfestival 2006. 2013 hade Collyers senaste spelfilm Sunlight Jr. premiär. Filmen har bland andra Matt Dillon och Naomi Watts i rollerna.